# Пік Москви
Пік Москви, також Пік Москва (рос. Пик Москва, а також тадж. Қуллаи Москва) — вершина заввишки 6785 м на хребті Петра I, західний Памір.
Розташований на південному сході Джиргатольського району республіканського підпорядкування Таджикистану, близько 10 м км на захід від піку Ісмаїла Самані, найвищої гори Таджикистану.
Пік Москви також називається двома набагато меншими горами в Сполучених Штатах і Австралії:
- Пік Москви в штаті Аризона (округ Явапай), США (2343 м, 34,403082 пн.ш., 112,396001 зх. д.)
- Пік Москви у Вікторії, Австралія (1647 м, 6.84401S, 148.1437E)